# Matthias von Kunwald
Matthias von Kunwald (auch Matthäus von Kunwald; tschechisch Matěj z Kunvaldu, auch Matěj Kunvaldský; lateinisch Matthias Convaldensis; * um 1440 in Kunwald, Königgrätzer Kreis; † 1500 in Leipnik, Markgrafschaft Mähren) war von 1467 bis zu seinem Tod im Jahre 1500 Bischof der Unität der Böhmischen Brüder. Von 1468 bis 1494 bekleidete er das Amt des Seniors.

## Leben
Der Bauernsohn Matthias von Kunwald war ein Anhänger der Böhmischen Brüder, die 1453 vom Utraquisten Jan Rokycana die Erlaubnis erhalten hatten, sich im ostböhmischen Kunwald, das zur Herrschaft Lititz gehörte und im Besitz des späteren Königs Georg von Podiebrad war, niederzulassen.
Am 26. März 1467 wurde Matthias auf der Brüdersynode in Lhotka bei Reichenau zusammen mit dem Schneider Thomas von Přelouč († 1518) und dem Müller Elias von Křenowitz († 1503) zum Priester der Brüdergemeinde gewählt. Die Wahl erfolgte durch ein Losverfahren in der Weise, dass zuerst zwanzig Männer vorgeschlagen und im zweiten Wahlgang hieraus neun bestimmt wurden. Aus diesen wiederum sollten drei durch Los für das Priesteramt bestimmt werden. Dazu wurden zwölf Zettel vorbereitet, von denen neun unbeschrieben waren und die restlichen drei Zettel mit einem „Est“ (Der ist es) versehen wurden. Nach einem gemeinsamen Gebet wurden neun der zwölf zusammengefalteten Zettel an die neun Männer verteilt. Alle drei der mit „Est“ beschriebenen Zettel befanden sich unter den verteilten Zetteln. Sie fielen an die Fratres Matthias, Thomas und Elias, die von der Brüdersammlung angenommen wurden.
Da die so Gewählten auch die Priesterweihe erhalten sollten, sandte die Brüderunität drei bereits ordinierte Priester zu dem in Österreich verborgenen Waldenser-Bischof Stephanus. Er weihte diese drei Priester, von denen namentlich nur Michael von Žamberk bekannt ist, zu Bischöfen.
Nach ihrer Rückkunft weihte Bischof Michael von Žamberk auf einer weiteren Synode die bereits durch Los erwählten drei Männer Matthias von Kunwald, Thomas von Přelouč und Elias von Křenowitz zu Priestern. Anschließend empfing Matthias von Kunwald die Bischofsweihe. Nach Michael von Žamberk und dessen zwei namentlich nicht bekannten Mitbischöfen war Matthias von Kunwald somit der vierte Bischof der Brüderunität. Nachdem im Rahmen der neuerlichen Verfolgungen Bischof Michael von Žamberk 1468 gefangen genommen worden war, fiel ihm das Seniorat zu. Als Seelsorger war er für die Region Ostböhmen zuständig.
In seiner Funktion als Senior war Matthias für die Weihe der Priester zuständig. Das von ihm eingesetzte Ratskollegium, aus dem sich später der „Enge Rat“ entwickelte, bestand aus Laienbrüdern und Priestern. 1494 gab er das Seniorat auf, da es ihm nicht gelang, zwischen den Anhängern des Lukas von Prag und einer Gegengruppierung, die eine strengere Moral anstrebte, zu vermitteln. Nach seinem Tod im Jahre 1500 folgte ihm im Bischofsamt Lukas von Prag als einer von vier Bischöfen.